# Maciej Koczorowski
Maciej Koczorowski pseud. Maxx (ur. 15 kwietnia 1979 w Bydgoszczy) – polski wokalista. Założyciel oraz lider grupy muzycznej Chainsaw, zaangażowany też we współpracę z grupami Faust, Sirsaw, Butelka, Sibyline, Miecz Wikinga, Doctrine-X.
Od 2004 roku należy do sekcji basów Chóru Collegium Medicum Uniwersytetu Mikołaja Kopernika.

## Dyskografia
- 2001: Crusaders – Uzzless (demo)
- 2003: Faust – Misanthropic Supremacy (Faust)
- 2003: Miecz Wikinga – Grona Gniewu (wokal wspierający)[8]
- 2005: Butelka – Radio dla Polaków (chór w Testament, MTJ)[9]
- 2007: Sibylline – When Shadows Fall promo
- 2009: Doctrine X – Mind Control
- 2009: NoNe – My Only Heart of Lion (Mystic) (wokal w In Atmosphere)